# 乾徳寺 (長野市)
乾徳寺（けんとくじ）は、長野県長野市松代町にある真田勘解由家の菩提寺。宗派は曹洞宗。
アニメ『世紀末オカルト学院』第3話において、主人公が見ていた地図中に「報徳寺」なる寺がある。

## 歴史
- 1657年（明暦3年） 真田信政が信守の菩提を弔うため、雲龍山照光寺を建立
- 1736年（元文元年） 第4代松代藩主信弘が死去。
- 長国寺第14世蜜峰和尚が信弘の冥福を祈るため、照光寺を取り潰し改めて照光山乾徳寺とした。